# Зульцбах (Таунус)
Зульцбах (нем. Sulzbach) — община в Германии, в земле Гессен. Подчиняется административному округу Дармштадт. Входит в состав района Майн-Таунус. Население составляет 8464 человека (на 31 декабря 2010 года). Занимает площадь 7,85 км².